# 니시우와군

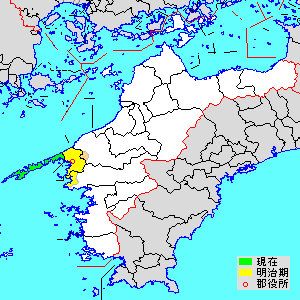
니시우와 군의 위치

니시우와군(일본어: 西宇和郡, にしうわぐん)은 일본 에히메현의 군이다.
이하 1정으로 구성된다.
- 이카타정(伊方町)

## 역사
- 2004년 4월 1일 - 미카메 정이 히가시우와 군 우와 정, 노무라 정, 아케하마 정, 시로카와 정과 합병해 세이요시가 성립, 군에서 이탈하였다.
- 2005년 3월 28일 - 호나이 정이 야와타하마 시와 합병해 야와타하마시가 성립, 군에서 이탈하였다.
- 2005년 4월 1일 - 이카타 정, 세토 정, 미사키 정이 합병해 이카타 정이 성립하였다.